# Кэнфилд, Джулиана
Джулиа́на Кэ́нфилд (англ. Juliana Canfield; род. 18 февраля 1992) — американская актриса

 театра, кино, телевидения и озвучивания.

## Ранние годы
Джулиана Кэнфилд родилась 18 февраля 1991 года. В 2014 году Кэнфилд получила степень бакалавра гуманитарных наук по специальности «Английский язык» в Йельском колледже, а в 2017 году — степень магистра актёрского мастерства в Школе драмы Дэвида Геффена при Йельском университете. Её прадед, Кэсс Кэнфилд (1897—1986), был книжным издателем. В 2013 году она посетила Бал дебютанток.

## Карьера
Кэнфилд начала актёрскую карьеру в 2018 году, сыграв роль Лунной женщины в короткометражном фильме «Обычная фантастика». В том же году она начала играть роль Джесс Джордан в телесериале «Наследники», в котором играла до 2023 года. В 2019 году она сыграла роль Кристины в возрождении пьесы Марии Ирен Форнес «Фефу и её друзья» в Театре для новой публики в Бруклине.
В 2021 году Кэнфилд сыграла роль Бет ДеВиль в телесериале «Y. Последний мужчина». В 2022 году она сыграла роль Джанин Харрис в телесериале «Призвание».

## Фильмография
| Год       |     | Русское название                      | Оригинальное название           | Роль           |
| --------- | --- | ------------------------------------- | ------------------------------- | -------------- |
| 2018      | кор | Обычная фантастика                    | Plain Fiction                   | Лунная женщина |
| 2018—2023 | с   | Наследники                            | Succession                      | Джесс Джордан  |
| 2019      | ф   | Ассистентка                           | The Assistant                   | Саша           |
| 2019      | кор | Окно напротив                         | The Neighbors' Window           | соседка        |
| 2019      | кор | К югу от Бикс                         | South of Bix                    | Бикс           |
| 2019      | с   | Удивительные истории                  | Amazing Stories                 | Нина Боуман    |
| 2020      | ф   | Последняя капля                       | On the Rocks                    | Аманда Кин     |
| 2021      | с   | Y. Последний мужчина                  | Y: The Last Man                 | Бет ДеВиль     |
| 2022      | кор | НКР                                   | NQR                             | комедиантка    |
| 2022      | с   | Метод                                 | The Method                      | озвучивание    |
| 2022      | с   | Призвание                             | The Calling                     | Джанин Харрис  |
| 2023      | кор | Сестрёнка                             | Sis                             | Кортни         |
| 2023—2024 | с   | Американская история ужасов: Нежность | American Horror Story: Delicate | Талия Болдуин  |
| 2024      | кор | Позволь                               | Let                             | Симон          |
|           | ф   | Вечное да!                            | Everlasting Yea!                | Эллен Крафт    |

## Театр
| Год  | Название         | Оригинальное название | Роль     | Место проведения        |
| ---- | ---------------- | --------------------- | -------- | ----------------------- |
| 2019 | Фефу и её друзья | Fefu and Her Friends  | Кристина | Театр для новой публики |

## Награды и номинации
| Год  | Премия                         | Категория                                       | Работа     | Результат |
| ---- | ------------------------------ | ----------------------------------------------- | ---------- | --------- |
| 2021 | Серебряное перо                | Лучший ансамбль драматического сериала          | Наследники | Победа    |
| 2022 | Премия Гильдии киноактёров США | Лучший актёрский состав в драматическом сериале | Наследники | Победа    |
| 2024 | Премия Гильдии киноактёров США | Лучший актёрский состав в драматическом сериале | Наследники | Победа    |